# 白いエゾシカ
白いエゾシカ（しろいエゾシカ、White Deer）は日本の北海道に生息するエゾシカの突然変異による白変種とみられている。
アルビノの特徴の赤い目ではなく通常の目であり寿命も普通の個体と変わりない。
とても希少で見つけることは難しい。
白い鹿伝説があり見つけることが大変難しく見ると縁起が良いことから幸せになれると言われている。

## 分布
北海道北部道北で目撃されていたが道東などでも確認されている。

## 生息
2024年時点では全道でオス・メス合わせて10頭ほど確認されている。

## 伝説
- 神様の使いとされている：奈良の春日大社の神様である武甕槌命（たけのみかづちのみこと）は白い鹿に乗ってやってきたという伝説があります。また、鹿は「禄（ろく）」と音が通じることから、幸い・喜びの意味があり、縁起物とされています。
- 長生を祈る中国の神仙思想に由来する「白鹿」という銘酒：唐の時代に玄宗皇帝の宮中に迷い込んだ鹿が千年生きた白鹿だと看破されたという故事に由来しています。この話を詠んだ詩には「長生自得千年寿」の一節があり、この銘酒には自然の生命の気、日々の楽しみ、長寿の願いが込められています。
- スピリチュアル的な意味：鹿は頭に掲げる大きなツノで、宇宙や神からメッセージを受け取っていると言われています。鹿と偶然遭遇したとき、何らかのバランスが崩れていることを伝えてくれているかもしれません。
- 古代中国では神の乗り物：古代は、鹿は神の乗り物といわれ、聖なるものと信じられてきました。
- 見ると幸せになれると言われている。

## 関連ニュース記事
ウィキメディア・コモンズには、白いエゾシカに関連するカテゴリがあります。
- “神の使い”とされる幻の『白エゾシカ』親子の撮影に ...entaxhttps://www.entax.news › エンタメ
- 白いエゾシカ親子、眼前に 幌延で留萌の龍川さん撮影北海道新聞デジタルhttps://www.hokkaido-np.co.jp › article
- 【北海道新聞】白いエゾシカ親子 目の前に酪農学園大学https://www.rakuno.ac.jp › archives
- 白いシカの親子の撮影に成功 留萌のカメラマンが ...北海道新聞デジタルhttps://www.hokkaido-np.co.jp › movies › detail
- 北海道 白いエゾシカの撮影に成功 神々しい姿 アマチュア ...www.youtube.com › watch
- サロベツの雪原に真っ白なエゾシカ現る「ぬいぐるみのよう」 日高の ...www.youtube.com › watch
- 肌色エゾシカ - サロベツ・エコ・ネットワーク認定NPO法人サロベツ・エコ・ネットワークhttp://sarobetsu.or.jp › 動物
- 北海道北部に現れる 雪原で牧草食べる姿朝日新聞デジタルhttps://www.asahi.com › articles › photo
- 白いエゾシカ・十字ギツネ ～サロベツ冬の動物たち北海道地方環境事務所https://hokkaido.env.go.jp › blog › page_00329
- 白いエゾシカを目撃 幌延の風車群ある雪原で佐藤龍也さんが撮影 ...稚内プレス社
- 現代ビジネス驚愕！「見ると幸せになる」と言われる「白い鹿」が北海道でこんなに増殖していた（佐藤 圭） @moneygendai北海道道北の日本海側・オロロンラインには多くのエゾシカが暮らしています。 エゾシカの群れを観察していると、極稀に白い鹿に出会うことが....2024/06/04
- 日本の哺乳類一覧